# 5.1 съраунд звук
5.1 (пет цяло и едно) е наименованието за шестканални съраунд аудио системи. Обикновено се състоят от субуфер, една централна и четири „сателитни“ тонколони. Пет от каналите работят на пълна честота, а шестият е предназначен за по-ниски честоти (цяло и едно). Такива системи са Долби Диджитал (Dolby Digital), Долби Про Лоджик II (Dolby Pro Logic II), Дитиес (DTS) и Есдидиес (SDDS). В наши дни тези са често използвани както в киносалони, така и при системи за домашно кино.

## Приложение

### Музика
За постигане на желания ефект при слушане на музика от основно значение е подходящото разположение и равносилността на всички звукоизточници, като в същото време е желателно слушателят да се намира в центъра на помещението.
Във връзка с възпроизвеждането на шестканална музика, от Международния съюз по телекомуникации предлагат следната конфигурация:
- пет говорителя от един размер: два предни, два съраунд и един централен;
- еднакво разстояние от слушателя до всички говорители;
- разположение на говорителите както следва: централен – 0°, предни – ±22.5° за филми или ±30° за музика, съраунд – ±110°.

Покриването на изискванията и осигуряването на оптимално звуково качество обаче могат да се окажат трудни за реализиране, тъй като разполагането на говорителите често се оказва в противоречие с пространството на средностатистическата стая (всекидневна).